# Stephan Lichtsteiner
Stephan Lichtsteiner (Adligenswil, Suiza, 16 de enero de 1984) es un exfutbolista suizo que jugaba de defensa y su último club fue el F. C. Augsburgo de Alemania.

## Trayectoria

### Inicios
A comienzos de los años 1990 comenzó a jugar fútbol en las categorías inferiores del equipo de su ciudad natal, el F. C. Adligenswil, en el Cantón de Lucerna. En 1996 fue fichado por el Lucerna, donde se quedó hasta el año 2000. Inició su carrera como futbolista con el Grasshopper Club Zúrich de la Superliga de Suiza en la temporada 2001-02, aunque solo llegó a disputar un encuentro.
En la siguiente temporada, empezó a asentarse cada vez más en el equipo titular y ayudó a su club a ganar el título. En la temporada de 2004-05 fue fichado por el Lille Olympique convirtiéndose en uno de los cinco futbolistas suizos en ser transferidos a la Ligue 1 en el verano de 2005.
En su primera temporada con el Lille fue titular y logró alcanzar el tercer puesto y asegurarse un lugar en la Liga de Campeones de la UEFA. Su última temporada resultó decepcionante debido a un triste séptimo puesto en la liga y sin poder jugar en una copa europea la siguiente temporada por un punto. Sin embargo, no todo fue tristeza pues Lichtsteiner anotó 4 goles y estaba en la mira de otros clubes.

### Lazio

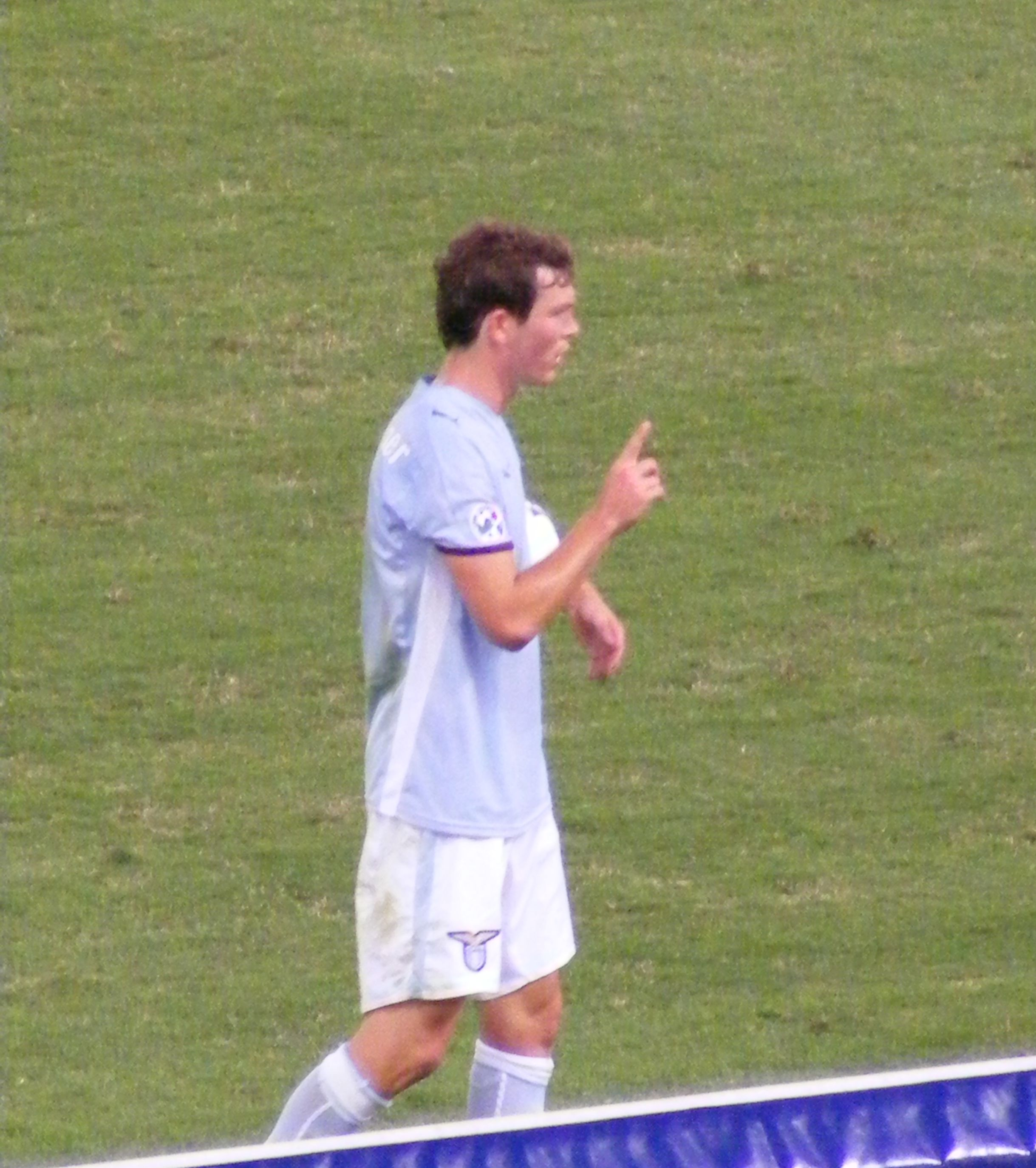
Lichtsteiner durante un encuentro entre la Lazio y la Fiorentina.

Después de la Eurocopa 2008, varios clubes como el París Saint-Germain y el Everton F. C. expresaron interés en incluir en sus filas a Lichtsteiner. Sin embargo, en julio firmó un contrato por cuatro años con la S. S. Lazio por una cantidad no revelada que rondaba por el millón y medio de euros. Llegó a la plantilla laziale para sustituir a su compañero de selección Valon Behrami quien fue transferido al West Ham United. El 31 de agosto de 2008 debutó en la Serie A en un Cagliari-Lazio terminado 1-4. En su primera temporada, el técnico Delio Rossi lo utilizó como titular en la posición de lateral derecho.
Marcó su primer gol con la camiseta biancoceleste en el derbi romano del 11 de abril de 2009, que terminó con resultado de 3-1. El encuentro finalizó con victoria de la Lazio (4–2) y muchas amonestaciones. Lichtsteiner también fue amonestado por confrontar al defensor romano Christian Panucci luego de que este le cometiera una falta. Durante esa temporada, ya como titular indiscutible, formó parte de un poderoso ataque por las bandas junto al serbio Aleksandar Kolarov por izquierda.
Aunque la Lazio culminó en la décima posición, acabaron ganando la Copa Italia 2008–09 en tanda de penaltis ante la U. C. Sampdoria (uno de ellos convertido por Lichtsteiner) y se aseguraron un lugar en la siguiente UEFA Europa League, además de ganar la Supercopa de Italia al inicio de la siguiente temporada. En los meses siguientes el equipo jugó por debajo de las expectativas y en febrero de 2010, cuando el técnico Davide Ballardini fue despedido, la Lazio se encontraba penúltima en la clasificación. Con la llegada de Edoardo Reja, Lichtsteiner marcó goles importantes: el gol de la ventaja contra el Siena, en el partido ganado 2-0, y el gol del empate 1-1 obtenido fuera de casa contra el Milan.
Con el cambio de entrenador, Stephan obtuvo mayor seguridad y sus actuaciones mejoraron notablemente; gracias a los buenos resultados obtenidos a final de temporada, a los que el defensa suizo contribuyó activamente, el equipo biancoceleste escaló en la clasificación y terminó el torneo en el décimo segundo puesto. En su tercera temporada en la Lazio, fue utilizado como lateral en la defensa de cuatro, junto con el brasileño André Dias, el italiano Giuseppe Biava y el rumano Ştefan Radu. Disputó una gran temporada terminada con 34 partidos en el campeonato y uno en Copa Italia para un total de 35 apariciones; el equipo (clasificado quinto) consiguió el acceso a la Liga Europa de la UEFA.

### Juventus

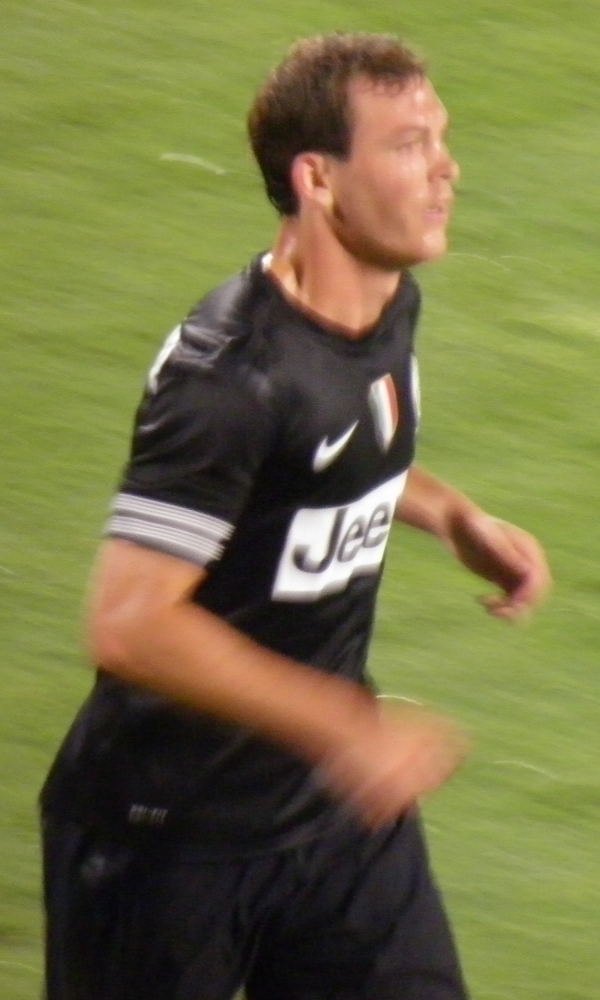
Stephan Lichtsteiner con la Juventus.

El 1 de julio de 2011, la Juventus F. C. anunció oficialmente el fichaje de Lichtsteiner por 10 millones de euros pagaderos en tres años. El suizo firmó un contrato con el club bianconero por cuatro años. El 11 de septiembre de 2011, durante el debut en el campeonato contra el Parma, marcó –a asistencia de Andrea Pirlo– su primer gol con la camiseta bianconera, y también fue el primer gol oficial en el Juventus Stadium. Volvió a marcar en el último partido de la primera vuelta disputado en Bérgamo contra el Atalanta, abriendo el marcador en el 0-2 que permitió a la Juventus laurearse como campeón de invierno.
El 6 de mayo de 2012 conquistó el scudetto con la camiseta bianconera con una jornada de antelación, en el partido disputado en el campo neutro de Trieste contra el Cagliari y ganado por 0-2. La temporada 2012-13 comenzó con un triunfo: el 11 de agosto, en el Estadio Nacional de Pekín, la Juventus ganó la Supercopa con resultado de 4-2 frente al Napoli. Fue la segunda Supercopa de Italia para Lichtsteiner, tras la de la edición de 2009 ganada con la Lazio. El 25 de agosto de 2012 Lichtsteiner marcó el primer gol de la Juventus en la campaña 2012-13, de nuevo contra el Parma, mismo equipo al que había marcado y abierto el campeonato anterior.
El 9 de diciembre siguiente resultó decisivo marcando el gol del definitivo 0-1 en casa del Palermo, servido por un taconazo de Mirko Vučinić. El 5 de mayo de 2013, exactamente a una vuelta de distancia, tras la victoria de la Juventus frente al equipo palermitano nuevamente por 1-0, ganó el segundo scudetto consecutivo. En el primer partido oficial de la temporada 2013-14, la Supercoppa que el 18 de agosto de 2013 lo vio enfrentarse a su exequipo la Lazio, Lichtsteiner fue uno de los protagonistas de la victoria bianconera realizando el tercer gol y dando dos asistencias a sus compañeros en el 4-0 con el que la Juventus venció a los biancocelesti.
El 12 de enero de 2014 realizó su primer gol de la temporada, durante un Cagliari-Juventus finalizado 1-4, repitiéndose después el 2 de febrero, cuando abrió el marcador del 3-1 en casa frente al Inter de Milán. Durante la temporada 2014-15, el 24 de septiembre volvió al gol contra el Cesena, marcando el definitivo 3-0. Se repitió el 9 de noviembre, en el 7-0 frente al Parma. El 13 de enero de 2015 renovó su contrato con la Juventus hasta 2017, con una opción para otro año más.
Jugó su encuentro número 250 para la Juventus el 7 de marzo de 2018, en la Liga de Campeones de la UEFA contra el Tottenham, en la victoria por 2-1. Jugó su encuentro número 200 de Serie A con el club en la victoria 3-1 al Bolonia en casa el 5 de mayo, luego de que el jugador anunciara que dejaría el club al término de la temporada.

### Últimos años
El 5 de junio de 2018, Lichtsteiner fichó por el Arsenal. Debutó con los Gunners el 12 de agosto, cuando entró en el minuto 35 por el lesionado Ainsley Maitland-Niles en la derrota en casa por 2-0 ante el Manchester City. El 31 de octubre anotó su primer gol para el club, al Blackpool en la Copa de la Liga.
El 19 de agosto de 2019, libre tras desvincularse del Arsenal, firmó por una temporada con el F. C. Augsburgo alemán. El 28 de junio de 2020 anunció su marcha del club tras no renovar su contrato.
El 12 de agosto de 2020 anunció su retirada, reconociendo que tenía en mente hacerlo tras la Eurocopa 2020 pero que tras haberse aplazado un año por la pandemia de enfermedad por coronavirus no se veía jugando una temporada más.
Tras dejar el fútbol se formó para convertirse en relojero.

## Selección nacional

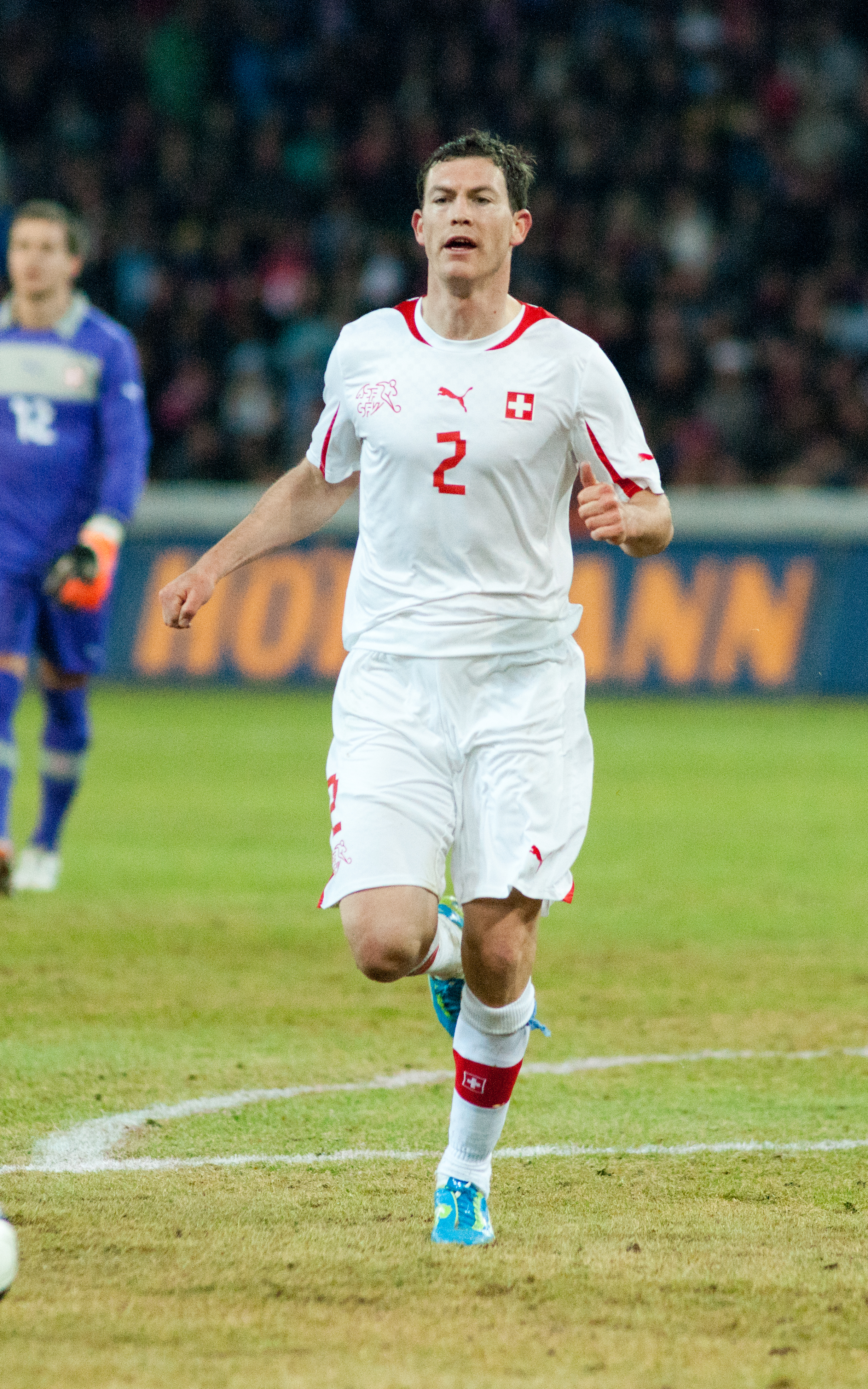
Stephan Lichtsteiner disputando un partido con la selección de.

Lichtsteiner inició su participación en la selección suiza con la categoría sub-16 disputando el Campeonato Europeo Sub-16 de 1999. Cinco años más tarde fue convocado a la selección sub-21 para participar en la Eurocopa Sub-21 de 2004. Con la selección absoluta ha sido internacional en 108 ocasiones y ha marcado 8 goles. Su debut se produjo el 15 de noviembre de 2006 en un encuentro amistoso ante la selección de Brasil que finalizó con marcador de 2-1 a favor de los sudamericanos.
Aunque no estuvo en el equipo que disputó la Copa Mundial de Fútbol de 2006, recibió otra oportunidad tras una larga lesión del habitual titular Philipp Degen. En mayo, el técnico Jakob Kuhn lo incluyó en la escuadra final para la Eurocopa 2008. Jugó en todos los encuentros que su selección disputó, en reemplazo de Degen como lateral derecho. El conjunto suizo se despidió del torneo con dos partidos perdidos y uno ganado pero dejando Lichtsteiner, una buena impresión.
Se mantuvo como titular luego de que Ottmar Hitzfeld asumió el cargo de entrenador y participó en ocho de los diez encuentros eliminatorios para el Mundial de 2010. Stephan fue incluido en el equipo que participó en la Copa Mundial de Fútbol de 2010 en Sudáfrica. A pesar de estar muy cerca de los octavos de final, un empate ante la selección de Honduras, terminó eliminando a Suiza del torneo.
El 11 de octubre de 2011, en Basilea, marcó su primer gol con la selección contra Montenegro. El 6 de septiembre de 2013, durante los partidos de clasificación para el Mundial de 2014, realizó su primer doblete en el 4-4 en casa contra Islandia. El 13 de mayo de 2014 el entrenador de la selección suiza, Ottmar Hitzfeld, lo incluyó en la lista oficial de 23 jugadores convocados para afrontar la Copa Mundial de Fútbol de 2014.
El 4 de junio de 2018, el seleccionador Vladimir Petković lo incluyó en la lista de 23 para el Mundial.

### Participaciones en Copas del Mundo
| Mundial                        | Sede      | Resultado        | Partidos | Goles |
| ------------------------------ | --------- | ---------------- | -------- | ----- |
| Copa Mundial de Fútbol de 2010 | Sudáfrica | Primera fase     | 3        | 0     |
| Copa Mundial de Fútbol de 2014 | Brasil    | Octavos de final | 4        | 0     |
| Copa Mundial de Fútbol de 2018 | Rusia     | Octavos de final | 3        | 0     |

### Participaciones en Eurocopas
| Copa                    | Sede            | Resultado        | Partidos | Goles |
| ----------------------- | --------------- | ---------------- | -------- | ----- |
| Eurocopa Sub-21 de 2004 | Alemania        | Primera fase     | 2        | 0     |
| Eurocopa 2008           | Austria y Suiza | Primera fase     | 3        | 0     |
| Eurocopa 2016           | Francia         | Octavos de final | 4        | 0     |

## Estadísticas
Actualizado al último partido disputado el 17 de junio de 2020.
| Grasshopper · Suiza        | 1.ª           | 2001-02       | 1   | 0  | 0  | 0 | —  | — | 1   | 0  |
| Grasshopper · Suiza        | 1.ª           | 2002-03       | 25  | 0  | 1  | 0 | 2  | 0 | 28  | 0  |
| Grasshopper · Suiza        | 1.ª           | 2003-04       | 26  | 2  | 6  | 0 | 4  | 0 | 36  | 2  |
| Grasshopper · Suiza        | 1.ª           | 2004-05       | 27  | 2  | 1  | 0 | —  | — | 28  | 2  |
| Grasshopper · Suiza        | Total club    | Total club    | 79  | 4  | 8  | 0 | 6  | 0 | 93  | 4  |
| Lille O. S. C. Francia     | 1.ª           | 2005-06       | 31  | 1  | 4  | 0 | 8  | 0 | 43  | 1  |
| Lille O. S. C. Francia     | 1.ª           | 2006-07       | 24  | 0  | 5  | 0 | 3  | 0 | 32  | 0  |
| Lille O. S. C. Francia     | 1.ª           | 2007-08       | 34  | 4  | 4  | 1 | —  | — | 38  | 5  |
| Lille O. S. C. Francia     | Total club    | Total club    | 89  | 5  | 13 | 1 | 11 | 0 | 113 | 6  |
| S. S. Lazio · Italia       | 1.ª           | 2008-09       | 33  | 1  | 6  | 0 | —  | — | 39  | 1  |
| S. S. Lazio · Italia       | 1.ª           | 2009-10       | 33  | 2  | 3  | 0 | 7  | 0 | 43  | 2  |
| S. S. Lazio · Italia       | 1.ª           | 2010-11       | 34  | 0  | 1  | 0 | —  | — | 35  | 0  |
| S. S. Lazio · Italia       | Total club    | Total club    | 100 | 3  | 10 | 0 | 7  | 0 | 117 | 3  |
| Juventus F. C. · Italia    | 1.ª           | 2011-12       | 35  | 2  | 3  | 0 | —  | — | 38  | 2  |
| Juventus F. C. · Italia    | 1.ª           | 2012-13       | 28  | 4  | 2  | 0 | 6  | 0 | 36  | 4  |
| Juventus F. C. · Italia    | 1.ª           | 2013-14       | 27  | 2  | 2  | 1 | 7  | 0 | 36  | 3  |
| Juventus F. C. · Italia    | 1.ª           | 2014-15       | 32  | 3  | 4  | 0 | 13 | 0 | 49  | 3  |
| Juventus F. C. · Italia    | 1.ª           | 2015-16       | 26  | 0  | 5  | 1 | 6  | 1 | 37  | 2  |
| Juventus F. C. · Italia    | 1.ª           | 2016-17       | 26  | 1  | 3  | 0 | 1  | 0 | 30  | 1  |
| Juventus F. C. · Italia    | 1.ª           | 2017-18       | 27  | 0  | 3  | 0 | 2  | 0 | 32  | 0  |
| Juventus F. C. · Italia    | Total club    | Total club    | 201 | 12 | 22 | 2 | 35 | 1 | 258 | 15 |
| Arsenal F. C. Inglaterra   | 1.ª           | 2018-19       | 14  | 0  | 3  | 1 | 6  | 0 | 23  | 1  |
| Arsenal F. C. Inglaterra   | Total club    | Total club    | 14  | 0  | 3  | 1 | 6  | 0 | 23  | 1  |
| F. C. Augsburgo · Alemania | 1.ª           | 2019-20       | 20  | 0  | 0  | 0 | —  | — | 20  | 0  |
| F. C. Augsburgo · Alemania | Total club    | Total club    | 20  | 0  | 0  | 0 | 0  | 0 | 20  | 0  |
| Total carrera              | Total carrera | Total carrera | 503 | 24 | 56 | 4 | 65 | 1 | 624 | 29 |
| 1. 2.                      |               |               |     |    |    |   |    |   |     |    |

## Palmarés

### Títulos nacionales
| Título              | Club               | País   | Año     |
| ------------------- | ------------------ | ------ | ------- |
| Superliga de Suiza  | Grasshopper Zúrich | Suiza  | 2002-03 |
| Copa Italia         | S. S. Lazio        | Italia | 2008-09 |
| Supercopa de Italia | S. S. Lazio        | Italia | 2009    |
| Serie A             | Juventus F. C.     | Italia | 2011-12 |
| Supercopa de Italia | Juventus F. C.     | Italia | 2012    |
| Serie A             | Juventus F. C.     | Italia | 2012-13 |
| Supercopa de Italia | Juventus F. C.     | Italia | 2013    |
| Serie A             | Juventus F. C.     | Italia | 2013-14 |
| Serie A             | Juventus F. C.     | Italia | 2014-15 |
| Copa Italia         | Juventus F. C.     | Italia | 2014-15 |
| Supercopa de Italia | Juventus F. C.     | Italia | 2015    |
| Serie A             | Juventus F. C.     | Italia | 2015-16 |
| Copa Italia         | Juventus F. C.     | Italia | 2015-16 |
| Copa Italia         | Juventus F. C.     | Italia | 2016-17 |
| Serie A             | Juventus F. C.     | Italia | 2016-17 |
| Copa Italia         | Juventus F. C.     | Italia | 2017-18 |
| Serie A             | Juventus F. C.     | Italia | 2017-18 |